# 녹빛배붓털쥐
녹빛배붓털쥐(Lophuromys sikapusi)는 쥐과 붓털쥐속에 속하는 설치류이다. 앙골라와 베넹, 카메룬, 중앙아프리카공화국, 콩고, 콩고민주공화국, 코트디부아르, 적도기니, 가봉, 가나, 기니, 케냐, 라이베리아, 나이지리아, 시에라리온, 탄자니아, 토고, 우간다에서 발견된다. 자연 서식지는 아열대 또는 열대 기후 지역의 습윤 저지대 숲과 계절성 습윤 또는 홍수림 저지대 초원, 농경지, 목초지 등이다.